# Ptyas mucosa

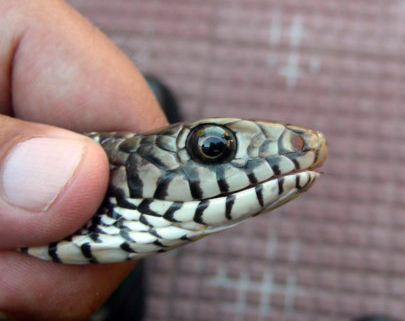
Cabeza de la "Serpiente rata"

Ptyas mucosa es una especie de serpiente de la familia Colubridae. Se distribuye por el sur y sureste de Asia. Son serpientes grandes, crecen hasta los 2 metros y su color varía del marrón pálido en regiones secas a casi negro en las zonas de bosque húmedo. Con frecuencia se encuentran en zonas urbanas donde abundan los roedores. Uno de sus pocos depradadores naturales es la cobra real (Ophiophagus hannah).[cita requerida]

## Distribución geográfica
Se encuentra presente en las siguientes regiones: Afganistán, Bangladés, Myanmar, Camboya, China (Zhejiang, Hubei, Jiangxi, Fujian, Guangdong, Hainan, Yunnan, Guangxi, Tíbet, Hong Kong), India, Sri Lanka, Indonesia (Sumatra, Java), Irán, Laos, Malasia Peninsular, Nepal, Pakistán (área de Sindh), Taiwán, Tailandia, Turkmenistán y Vietnam.[cita requerida]

## Descripción
Hocico obtuso, ligeramente saliente; ojo grande; rostral un poco más amplio que profundo, visible desde arriba; sutura entre las internasales menor que entre los prefrontales; un preocular grande, con un pequeño subocular abajo;dos postoculars; temporales 2 2;
8 supralabiales, cuarto y quinto entrando en contacto con la órbita del ojo; 5 infralabiales en contacto con los escudos del mentón anterior, que son más cortos que los posteriores; el último en contacto anterior. Escamas dorsales en 17 filas a mitad del cuerpo, más o menos fuertemente quilladas en la parte posterior del cuerpo. Número de ventrales 190-208; placa anal dividida; número de subcaudales 95-135, divididos.
Anteriormente marrón, con bandas negras sobre la parte posterior del cuerpo y la cola; los jóvenes generalmente tienen rayas la mitad delantera del cuerpo. Superficie inferior amarillenta; el ventral posterior y los escudos caudales pueden tener bordes negros.

## Comportamiento
Cuando se sienten amenazadas son capaces de hacer un ruido como un gruñido. Se ha sugerido que pueden hacerlo para imitar a la cobra real. Sin embargo, esta imitación a menudo resulta ser una desventaja si la serpiente convive en un área poblada; ya que al ser confundida con una especie venenosa es matada.[cita requerida]